# Internationaal filmfestival van Chicago
Het Chicago International Film Festival is een jaarlijks filmfestival gepresenteerd door Cinema/Chicago. Het festival wordt sinds 1965 gehouden,  en is daarmee een van de oudste filmevenementen van Noord-Amerika. Het festival wordt altijd in oktober gehouden.
In 2005 werden op het festival 101 films vertoond, waaronder 42 live action en een aantal tekenfilms. Tussen de filmprofessionals die hun werk dat jaar kwamen presenteren bevonden zich Susan Sarandon, Cameron Crowe, Stanley Kwan, Patrice Chéreau, Nicolas Cage, Melvin Van Peebles, en Manoel de Oliveira.

## International Connections Program
In 2003 werd het International Connections Program bedacht om de internationale filmcultuur en diversiteit van Chicago beter bekend te maken, en om het festival beter aan te laten slaan bij het publiek en staffleden van verschillende etniciteiten. 

## Prijzen
Op het festival worden meerdere prijzen uitgereikt.

### Gouden Hugo
De Gouden Hugo is de belangrijkste filmprijs die tijdens het festival wordt uitgereikt. Winnaars van de laatste paar jaar zijn:
| Jaar | Film                                       | Land                                            |
| ---- | ------------------------------------------ | ----------------------------------------------- |
| 1989 | Gorod Zero                                 | Sovjet-Unie                                     |
| 1990 | Ju Dou                                     | China Japan                                     |
| 1991 | Delicatessen                               | Frankrijk                                       |
| 1992 | El sol del membrillo                       | Spanje                                          |
| 1993 | Kira kira hikaru                           | Japan                                           |
| 1994 | 71 Fragmente einer Chronologie des Zufalls | Oostenrijk Duitsland                            |
| 1995 | Maboroshi No Hikari                        | Japan                                           |
| 1996 | Ridicule                                   | Frankrijk                                       |
| 1997 | The Winter Guest                           | Verenigd Koninkrijk                             |
| 1998 | Dong                                       | Taiwan                                          |
| 1999 | La maladie de Sachs                        | Frankrijk                                       |
| 2000 | Amores perros                              | Mexico                                          |
| 2001 | À ma soeur!                                | Frankrijk                                       |
| 2002 | Madame Satã                                | Brazilië                                        |
| 2003 | Talaye sorkh                               | Iran                                            |
| 2004 | Kontroll                                   | Hongarije                                       |
| 2005 | Mój Nikifor                                | Polen                                           |
| 2006 | Chaharshanbe-soori                         | Iran                                            |
| 2007 | Stellet Licht                              | Mexico                                          |
| 2008 | Hunger                                     | Ierland                                         |
| 2009 | Mississippi Damned                         | Verenigde Staten                                |
| 2010 | Kak ya provyol etim letom                  | Rusland                                         |
| 2011 | Le Havre                                   | Finland                                         |
| 2012 | Holy Motors                                | Frankrijk                                       |
| 2013 | My Sweet Pepper Land                       | Irak                                            |
| 2014 | The President                              | Georgië Frankrijk Verenigd Koninkrijk Duitsland |
| 2015 | Une enfance                                | Frankrijk                                       |
| 2016 | Sieranevada                                | Roemenië                                        |
| 2017 | Una especie de familia                     | Argentinië                                      |
| 2018 | Lazzaro Felice                             | Italië Zwitserland Duitsland Frankrijk          |
| 2019 | Portrait de la jeune fille en feu          | Frankrijk                                       |

### Lifetime Achievement Awards
In 2006 kreeg regisseur Steven Spielberg de Lifetime Achievement Award. Vorige winnaars waren  Shirley MacLaine, Lord Richard Attenborough, François Truffaut, Jodie Foster, Robin Williams, Manoel de Oliveira, en Clint Eastwood. 

### Career Achievement Awards
- Terrence Howard (2005)
- Susan Sarandon (2005)
- Shirley MacLaine (2005)
- Robert Zemeckis (2004)
- Irma P. Hall, Robert Townsend and Harry J. Lennix (2004)
- Annette Bening (2004)
- Robin Williams (2004)
- Nicolas Cage (2003)